# Neuburg am Inn
Neuburg am Inn (ufficialmente Neuburg a.Inn) è un comune tedesco di 4 108 abitanti, situato nel land della Baviera.